# Hodovíz (hradiště)
Hodovíz (též Vyšohrad) je pravěké hradiště severovýchodně od stejnojmenné vesnice u Hvozdu v okrese Plzeň-sever. Nachází se na ostrožně nad bezejmenným pravostranným přítokem Chladné v nadmořské výšce asi 470 metrů. Pozůstatky hradiště jsou chráněny jako kulturní památka ČR.

## Historie
Doba vzniku a existence hradiště u Hodovíze nebyla přesněji stanovena. Atypické zlomky keramiky nalezené v roce 1980 Petrem Rožmberským pocházely z pravěku a v malém množství z pozdního středověku a novověku. Ve stejném roce byl proveden drobný archeologický výzkum, při kterém byla ze sondy o rozměrech 1 × 1 metr získána mazanice a blíže nedatovatelné střepy pravěké keramiky. Podle Jana Johna souvisí opevnění lokality s jejím osídlením v době halštatské.

## Stavební podoba
Svou polohou a malou rozlohou se hodovízské hradiště výrazně odlišuje od jiných hradišť v povodí řeky Střely. Ohrazená plocha má půdorys lichoběžníku s rozlohou asi 0,6 hektaru. Z opevnění se dochoval 0,5–1 metr vysoký kamenný val na východní a částečně i na jižní straně. Z hliněného valu na západní a severní straně, které jsou chráněné strmými srázy, zůstala pouze terénní hrana.